# Bette Franke
Bette Franke (Heemskerk, 3 december 1989) is een Nederlands fotomodel.

## Loopbaan
Franke werd op veertienjarige leeftijd tijdens het winkelen ontdekt door een modellenbureau. In 2005 debuteerde zij op de catwalk tijdens de show van Jil Sander in Milaan die ze mocht openen en sluiten. Later liep Franke shows voor onder andere Hermès, Emanuel Ungaro, Dries van Noten, Balenciaga, Calvin Klein, Chanel, Chloé en Prada. Zij was daarnaast te zien in advertenties van Dolce & Gabbana, Óscar de la Renta, Céline, Yves Saint Laurent en Stella McCartney.
In februari 2007 stond zij samen met Nederlandse collega's Kim Noorda en Sophie Vlaming op de cover van het Nederlandse tijdschrift Avantgarde. Later dat jaar, in november 2007, prijkte zij bovendien op de cover van de Japanse Numéro.

## Persoonlijk leven
Franke is getrouwd en heeft drie kinderen.